# Joseph Dufour et Cie
Joseph Dufour et Cie war eine bedeutende Manufaktur für Tapeten, die ursprünglich 1797 von den Brüdern Joseph und Pierre Dufour in Mâcon in Frankreich gegründet wurde.

## Geschichte

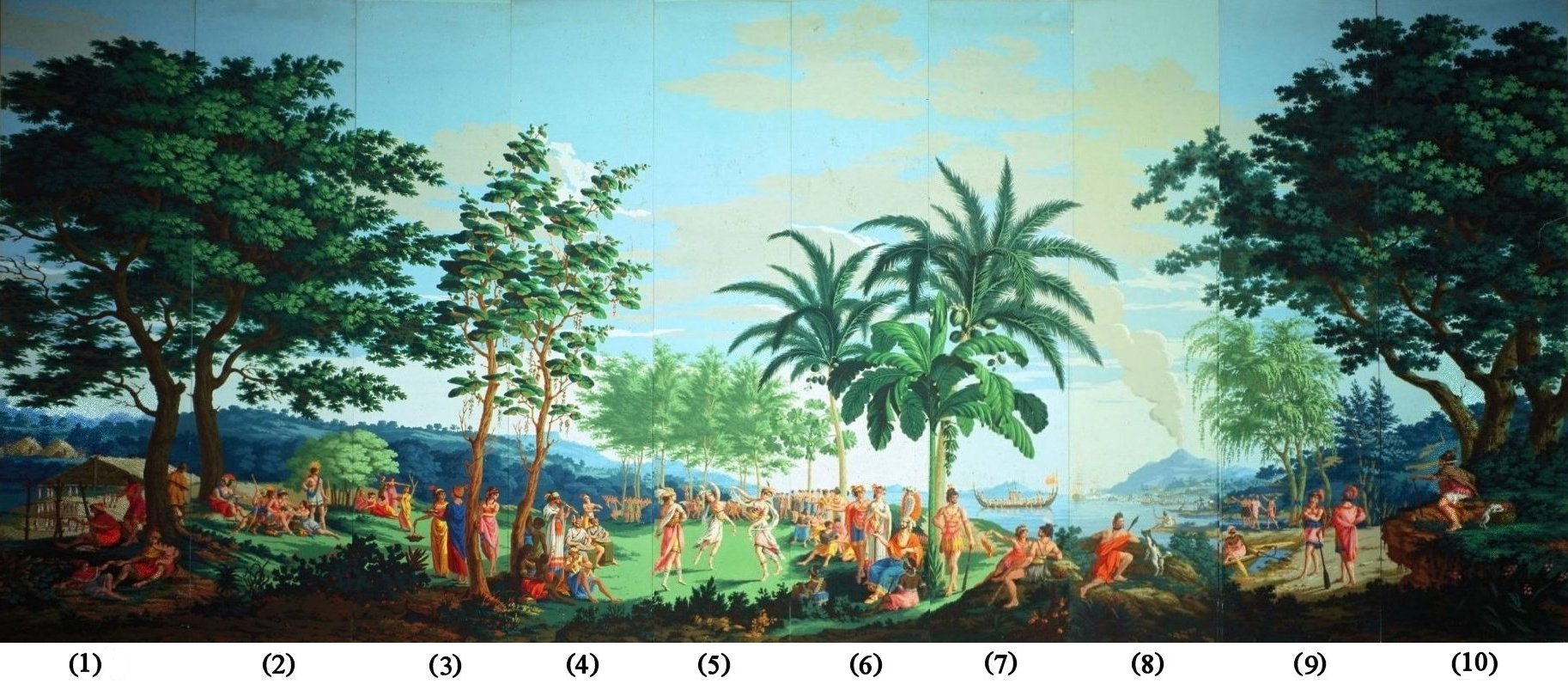
Les Sauvages de la mer Pacifique, Bahnen 1–10 von insgesamt 20

Als größter Erfolg der Manufaktur gilt das 1804 entstandene „Sauvages de la Mer du Pacifique“ (Die Wilden des Pazifik). Die Panorama-Tapete stellt in 20 Bahnen Captain Cooks Fahrten in die Südsee, die zwischen 1769 und 1797 stattfanden, in prachtvollen Farben dar. Die Tapeten wurden wie die anderen Erzeugnisse der Manufaktur mit der Holzmodel-Drucktechnik hergestellt. Es war die längste Panoramatapete ihrer Zeit. Die Entwürfe für die Holzstempel stammten von dem Künstler Jean-Gabriel Charvet, der mit Dufour befreundet war.
Joseph Dufours Geburtsdatum gilt als nicht einwandfrei gesichert. Oft wird 1752 genannt, doch liegt hier offensichtlich eine Verwechslung mit einem in Mâcon geborenen Namensvetter vor. Joseph Dufour wurde dagegen in Tramayes geboren, das seine Eltern verließen, als er vier Jahre alt war. In dem dortigen Geburtsregister wird die Geburt des zweiten Kindes (Josephs älterer Bruder verstarb schon früh) mit 1757 angegeben, was als tatsächliches Geburtsdatum von Joseph Dufour anzusehen ist.
Joseph Dufour gründete die Firma nach seiner Ausbildung als Tapezierer in Lyon zunächst gemeinsam mit seinem Bruder Pierre in Mâcon. Nachdem die Geschäfte in den ersten Jahren jedoch schlecht liefen und die Firma um 1800 gezwungen war, in Liquidation zu gehen, verließ Pierre die Firma und Joseph führte die Manufaktur unter dem Namen Joseph Dufour et Cie allein weiter. Danach ging es mit der Firma rasch aufwärts. Um 1805 beschäftigte Dufour et Cie bereits 90 Arbeiter. Der größte Erfolg gelang Joseph Dufour durch die Zusammenarbeit mit dem damals in Lyon bekannten Maler Jean-Gabriel Charvet, der das berühmte Panorama „Sauvages de la Mer du Pacifique“ entwarf. Weitere berühmte Designer der Manufaktur waren Xavier Mader und Evarist Fragonard.
In der Folge entwickelte sich ein reger Handel mit Amerika, wo die im neoklassizistischen Stil gestalteten Tapeten bei den oberen Schichten als sehr schick galten.
Joseph Dufour starb 1827 in Paris. Sein Schwiegersohn führte die Firma zunächst noch einige Jahre weiter, verkaufte sie dann jedoch. Die Holzblöcke und Originalvorlagen für die Tapeten wurden zerstört.